# Rødblad
Rødblad (Entoloma) er svampeslægt, som tilhører Bladet-ordenen. Svampene i slægten er jordlevende rådsvampe, og slægten er bladt de de artsrigeste i Danmark med mere end 100 danske arter. Også på verdensplan er slægten artsrig med op mod 1000 arter. Rødblade har lyserøde lameller og ser ofte lidt kedelige ud med hatfarver blandt oliven, brun og grøn.
| Svampe | Spire Denne artikel om svampe er en spire som bør udbygges. Du er velkommen til at hjælpe Wikipedia ved at udvide den. |